# 더컨텐츠엔터테인먼트
더 컨텐츠 엔터테인먼트 대한민국의 연예인 매니지먼트사이다. 1994년에 설립되었다.
장자연의 소속사이다.

## 역사
- 1994년 (주)스타즈 설립
- 1995년 (주)스타즈직업소개소로 상호변경
- 2000년 (주)스타즈엔터테인먼트로 상호변경
- 2006년 (주)더컨텐츠엔터테인먼트로 상호변경